# Tsuyoshi Wada
Tsuyoshi Wada (和田 毅?, Wada Tsuyoshi; Kōnan, 21 febbraio 1981) è un giocatore di baseball giapponese che gioca nel ruolo di lanciatore per i Fukuoka SoftBank Hawks.

## Carriera

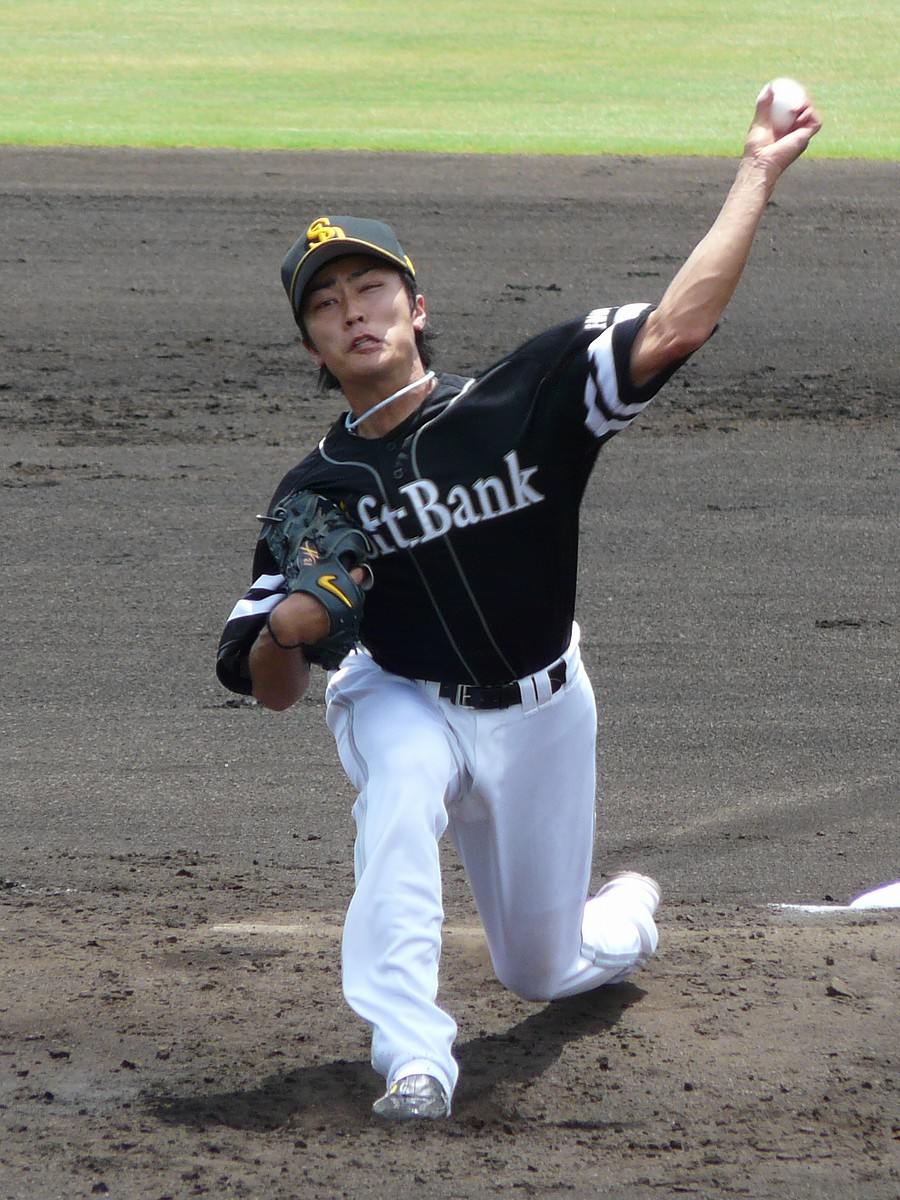
Wada nel 2009

In carriera ha preso parte alle olimpiadi di Atene 2004 e Pechino 2008 con la nazionale giapponese oltre al 2006 World Baseball Classic.
Durante la sua carriera universitaria alla Waseda Universitya ha stabilito un record per la Tokyo Big Baseball League mettendo a referto 476 strikeouts e successivamente diventando Most Valuable Rookie del 2003 della Pacific League.
È stato premiato con 4 partecipazioni All-Stars della NPB nel 2003, 2004, 2010 e 2011.
Nel 2010 ha vinto il premio Nippon Professional Baseball Most Valuable Player.
Nella sua carriera giapponese ha sempre militato con i Fukuoka Daiei Hawks/Fukuoka SoftBank Hawks.
Nel 14 dicembre 2011, ha firmato un contratto di due anni con opzione per il terzo nella Major League Baseball per i Baltimore Orioles. Wada si è sottoposto alla Tommy John surgery l'11 maggio 2012, perdendo di conseguenza il resto della stagione. Alla fine della stagione 2013 è stato svincolato dagli Orioles, senza essere riuscito a giocare nessuna partita nella MLB.
Il 24 gennaio 2014 ha firmato con i Chicago Cubs. Ha debuttato nella MLB l'8 luglio 2014 al Great American Ball Park di Cincinnati contro i Cincinnati Reds.
Nel 2016 è tornato nella NPB con i Fukuoka SoftBank Hawks.

## Stile dei lanci
Lanciatore mancino dallo stile ortodosso, è famoso per ritardare il movimento del proprio corpo nel lancio ingannando i battitori.
Nel proprio repertorio possiede un four-seam fastball da 146 km/h (91 mph) che, anche se non velocissimo, grazie al suo movimento ritardato gli ha garantito una media carriera di punti concessi a partita di 2.46 (fino al 2011).

## Palmarès

### Nazionale
- World Baseball Classic: Medaglia d'Oro

Team: Giappone: 2006
- Giochi Olimpici: Medaglia di Bronzo

Team: Giappone: Atene 2004